# Ehemündigkeit
Unter Ehemündigkeit versteht man die Möglichkeit, durch eigene Erklärung wirksam die Ehe einzugehen. Sie ist eine Voraussetzung zur Ehefähigkeit. Statt Ehemündigkeit wird auch der Begriff Mindestheiratsalter verwendet.

## Europa

### Deutschland
In Deutschland erlangt man die Ehemündigkeit erst mit Eintritt der Volljährigkeit. Gemäß § 1303 des Bürgerlichen Gesetzbuches (BGB) darf eine Ehe nicht vor Eintritt der Volljährigkeit eingegangen werden. Vor Vollendung des 16. Lebensjahres kann eine Ehe nicht wirksam eingegangen werden. Eine Ehe mit einem Minderjährigen, der im Zeitpunkt der Eheschließung das 16. Lebensjahr vollendet hatte, kann aufgehoben werden (§ 1314 Abs. 1 Nr. 1 BGB). Nach den gleichen Grundsätzen ist die Ehe nach deutschem Recht unwirksam oder aufhebbar, wenn die Ehemündigkeit ausländischem Recht unterliegt (Art. 13 Abs. 3 EGBGB, vgl. dazu Beschluss des Bundesverfassungsgerichts vom 1. Februar 2023).
Eine religiöse oder traditionelle Handlung, die darauf gerichtet ist, eine der Ehe vergleichbare dauerhafte Bindung mit einem Minderjährigen zu begründen, ist verboten (§ 11 Abs. 2 des Personenstandsgesetzes).
Gemäß der bis 21. Juli 2017 geltenden Regelung ermöglichte § 1303 BGB a. F., bereits im Alter von 16 Jahren die Ehe einzugehen. Voraussetzung dafür war, dass
- der andere Verlobte bereits volljährig (d. h. mindestens 18 Jahre alt) war und dass
- das zuständige Familiengericht eine Befreiung von der Voraussetzung der Volljährigkeit erteilt hatte.

Historisches Rechtsprechungsbeispiel: Dem Antrag auf Befreiung vom Erfordernis der Volljährigkeit war nicht stattzugeben, wenn die 16 Jahre alte Schülerin wegen fehlender persönlicher Reife die Tragweite des Heiratsentschlusses nicht erfasste.
Bis 31. Dezember 1974 war die Ehemündigkeit in der Bundesrepublik Deutschland für Mann und Frau unterschiedlich geregelt (§ 1 Ehegesetz). Männer waren erst mit 21 Jahren ehemündig. Sie konnten vom Vormundschaftsgericht bereits mit 18 Jahren für ehemündig erklärt werden, wenn sie von diesem vorzeitig für volljährig erklärt worden waren (diese Entscheidungen konnten auch gleichzeitig ergehen). Frauen waren schon mit 16 Jahren ehemündig, bedurften aber bis zur Volljährigkeit (i. d. R. 21 Jahre) der Zustimmung des gesetzlichen Vertreters (Eltern oder Vormund). Die Zustimmung konnte vom Vormundschaftsrichter ersetzt werden, wenn sie vom gesetzlichen Vertreter ohne triftige Gründe verweigert wurde (§ 3 Ehegesetz). Mit Zustimmung des Vormundschaftsgerichts konnten Mädchen auch schon vor dem 16. Geburtstag heiraten. Eine solche Ausnahme wurde meist wegen Schwangerschaft beantragt. 
In der DDR betrug ab 1955 das Ehemündigkeitsalter für beide Geschlechter ausnahmslos 18 Jahre (§ 1 Verordnung über Eheschließung und Eheauflösung, ab 1966 § 5 Abs. 4 Familiengesetzbuch).

### Frankreich
In Frankreich müssen seit 2006 beide Partner 18 Jahre alt sein (davor waren Frauen ab 15 ehemündig). Eine Befreiung von der Altersvoraussetzung kann der Generalstaatsanwalt (Procureur de la République) erteilen.

### Liechtenstein
In Liechtenstein müssen seit 1. April 1999 beide Partner mindestens 18 Jahre alt sein (vorher lag das Mindestalter für Männer bei 20 Jahren); das Gericht kann Ausnahmen vom Mindestalter zulassen (Artikel 9 Ehegesetz (Liechtenstein)).

### Österreich
In Österreich ist die Ehemündigkeit im § 1 Ehegesetz geregelt. Demnach müssen seit dem 1. Juli 2001 beide Partner 18 Jahre alt sein (vor Herabsetzung der Volljährigkeit betrug das Mindestalter 19 Jahre). Über Antrag bei Gericht ist es auch möglich, bereits mit dem Alter von 16 Jahren zu heiraten, wenn der zukünftige Ehepartner volljährig ist. Das Gericht erteilt die Erlaubnis, wenn der Minderjährige reif für die Ehe erscheint, es sei denn, dass der gesetzliche Vertreter aus einem gerechtfertigten Grund widerspricht. 
Bis zum 30. Juni 2001 durften Frauen ab 15 Jahren und 18-jährige Männer bei Gericht einen Antrag auf Genehmigung der Eheschließung stellen.
Das Ehegesetz wurde 1938 kurz nach dem Anschluss Österreichs eingeführt und 1973 unter der Bundesregierung Kreisky II wiederverlautbart (BGBl. Nr. 108/1973). Erst die Bundesregierung Schüssel I verfügte die heutigen Altersgrenzen (BGBl. I Nr. 135/2000).

### Schweiz
Der Eintritt der Ehemündigkeit in der Schweiz ist seit 1996 mit dem neuen Mündigkeitsalter von 18 Jahren identisch. Vorher lag das Mündigkeitsalter bei 20 Jahren und die Ehemündigkeit bei 20 Jahren für Männer und 18 Jahren für Frauen, wobei das Alter beim Vorliegen wichtiger Gründe im Einzelfall auf 18 bzw. 17 reduziert werden konnte (Art. 94 Zivilgesetzbuch).

## Nordamerika

### Vereinigte Staaten
Die Festlegung des Mindestalters bei einer Eheschließung wird in den USA von den Bundesstaaten vorgenommen. In den meisten Bundesstaaten wird die Ehemündigkeit grundsätzlich mit der Vollendung des 18. Lebensjahres erreicht. Ausnahmen bestehen in Nebraska (19 Jahre) und Mississippi (21 Jahre). In allen Bundesstaaten außer Delaware dürfen auch minderjährige Personen mit Zustimmung der Eltern und/oder eines Gerichts heiraten. Das Mindestalter hierfür liegt je nach Staat zwischen 14 und 17 Jahren, allerdings haben 27 Staaten kein gesetzlich festgelegtes Mindestalter.

## Kanonisches Recht der römisch-katholischen Kirche
Nach can. 1083 CIC liegt das Mindestalter für Frauen bei vierzehn und für Männer bei sechzehn Jahren. Ein jüngeres Alter ist ein Ehehindernis kirchlichen Rechts, welches nicht dispensfähig ist. Zusätzlich ist nach can. 1071 §1 2° für eine Eheschließung, die nach Vorschrift des weltlichen Gesetzes nicht anerkannt oder vorgenommen werden kann, die vorherige Erlaubnis des Ortsordinarius (Bischof) einzuholen. Und nach can. 1072 soll bei Jugendlichen Einfluss darauf genommen werden, dass sie das übliche Alter nach Landessitte berücksichtigen. 

## Globale Häufigkeit von Kinderehen
Nach Aussagen von UNICEF werden weltweit rund 21 Prozent der Mädchen vor ihrem 18. Geburtstag verheiratet. Jedes Jahr sind rund 12 Millionen Mädchen von Kinderehen betroffen, wobei der Anteil der Betroffenen in Regionen mit limitierten Bildungsmöglichkeiten deutlich höher ist. Der Anteil der Kinderbräute ist in Regionen Afrikas, südlich der Sahara, mit 37 Prozent am höchsten. Eheschließungen mit Kinderbräuten sind in einigen Ländern so verbreitet, dass sie häufiger sind als Ehen zwischen Volljährigen, z. B. in Niger, wo 76 Prozent aller Bräute minderjährig sind. Obwohl die Verheiratung Minderjähriger als Menschenrechtsverletzung gilt und zunehmend mit Verboten belegt wird, sinken die Zahlen, global betrachtet, nur langsam.
In Estland ist das Mindestheiratsalter fünfzehn Jahre, in Spanien lag es bis 2015 bei vierzehn Jahren.
Der Anteil der Jungen, die vor Erreichen der Volljährigkeit verheiratet werden, liegt mit etwa einem Sechstel weit unter dem der Mädchen. Durch das Auftreten der COVID-19-Pandemie droht die Anzahl der Betroffenen in einigen Regionen weiter anzusteigen.
Im Iran galt bis Mai 2002 ein Mindestheiratsalter für Mädchen von neun Jahren, seitdem von dreizehn Jahren, für Jungen von fünfzehn Jahren. Im Jahre 2012 wurde erwogen, dieses für Mädchen wieder auf neun Jahre zu senken.